# Laurent Martin (historien)
Pour les articles homonymes, voir Laurent Martin et Martin.
Laurent Martin, né le 29 avril 1968, est un historien français.

## Biographie
Ancien élève de l'École normale supérieure de Saint-Cloud (1989L), Laurent Martin est agrégé d'histoire (1992), docteur en histoire de l'université Paris I Panthéon-Sorbonne (2000) et habilité à diriger des recherches (2012). 
Professeur à l'université Paris III depuis 2013, après avoir été chargé de recherches au Centre d'histoire de Sciences Po, il a été secrétaire général de l'Association pour le développement de l'histoire culturelle (ADHC).
Son domaine de recherche est l'histoire culturelle du monde contemporain (histoire des médias, des censures, des politiques culturelles, des relations culturelles inter et transnationales).

## Publications
- Le Canard enchaîné ou Les fortunes de la vertu : histoire d'un journal satirique, 1915-2000, Paris, Flammarion, 2001 (réédition Nouveau Monde, 2005).
- L'histoire culturelle du contemporain (direction d'ouvrage avec Sylvain Venayre), Paris, Nouveau Monde Éditions, 2005.
- La presse écrite en France au XXe siècle, Paris, LGF, 2005.
- Jack Lang, une vie entre culture et politique, Paris, Complexe, 2008.
- Histoire des relations culturelles dans le monde contemporain (avec François Chaubet), Paris, Armand Colin, 2011.
- Démocratiser la culture ! : une histoire comparée des politiques culturelles, avec Philippe Poirrier, Dijon, Territoires contemporains, 2013.
- Univers imaginaires - Fantasy, fantastique et science-fiction, Paris, Citadelles & Mazenod, octobre 2022, 500 p. (ISBN 9782850888991)
- avec Vincent Martigny et Emmanuel Wallon (dir.), Les années Lang. Une histoire des politiques culturelles, 1981-1993, La Documentation française, 2021.